# Hylotelephium pluricaule
Hylotelephium pluricaule är en fetbladsväxtart som först beskrevs av Carl Maximowicz, och fick sitt nu gällande namn av Hideaki Ohba. Hylotelephium pluricaule ingår i släktet kärleksörter, och familjen fetbladsväxter. Inga underarter finns listade i Catalogue of Life.

## Bildgalleri

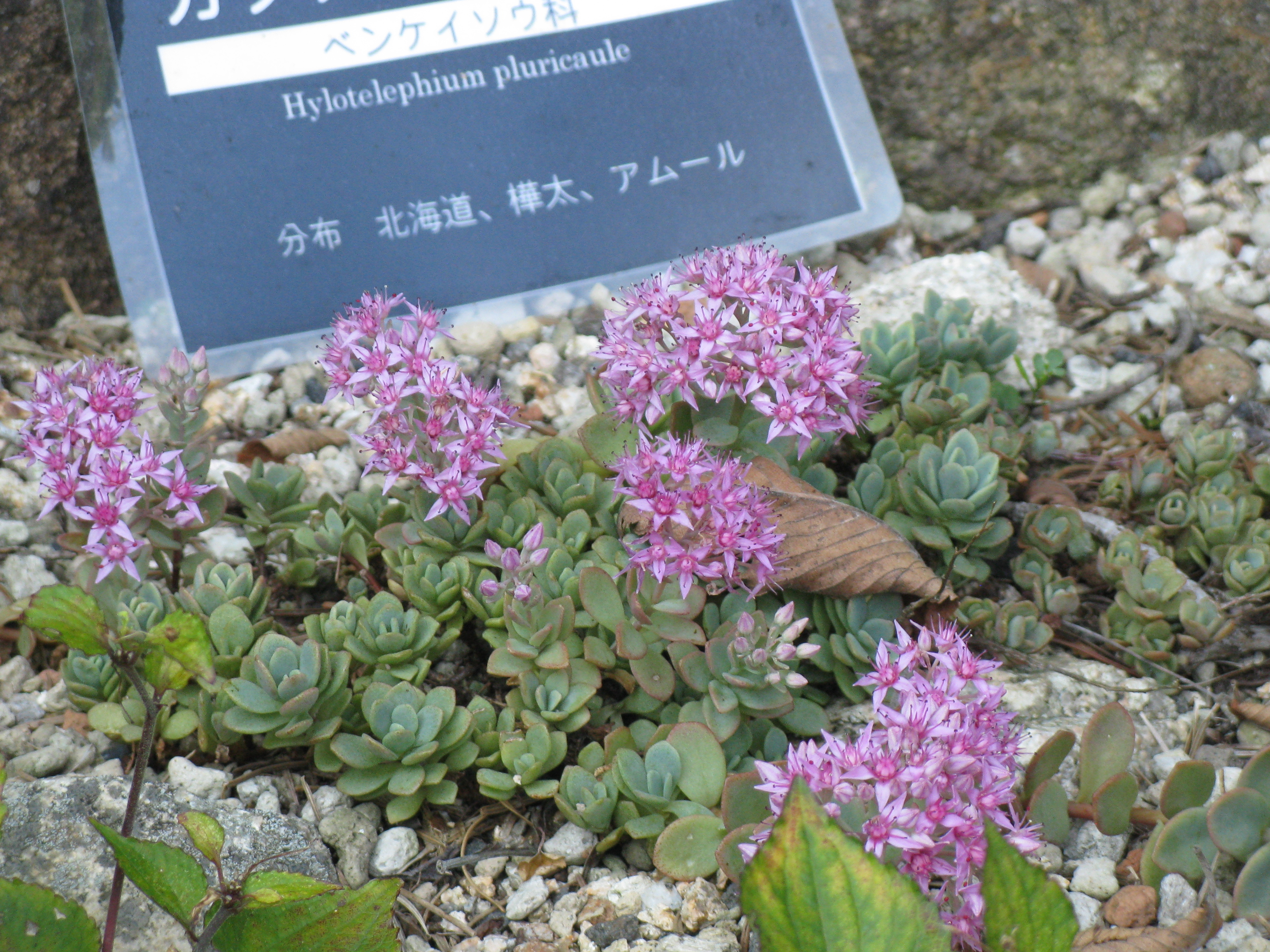